# Il mito di Sisifo

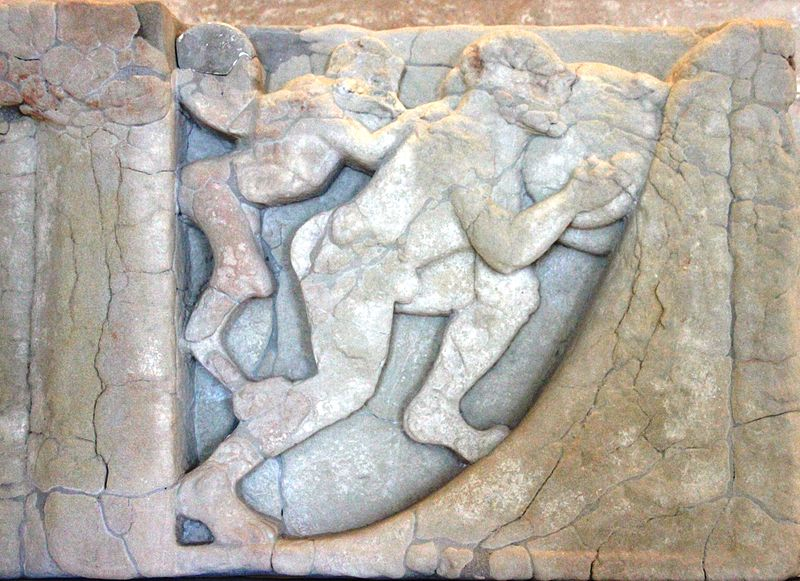
Sisifo spinge il masso (VI secolo a.C.), dal santuario di Hera al Sele, conservato al Museo archeologico nazionale di Paestum. Il demone alato alle spalle di Sisifo intende rendere più dura la punizione del re di Èfira. NellOdissea (XI, 745 e ss.), Sisifo è tormentato nell'Ade dove viene obbligato a spingere per l'eternità un enorme masso fino alla vetta dove questo finisce per rotolare di nuovo giù a valle. Omero non ci dice nulla sui motivi della sua condanna da parte di Zeus, lo scoliaste (cfr. loc. cit.) lo relaziona al fatto di aver rivelato a Asopo il luogo dove Zeus gli aveva rapito la figlia Egina. Strabone (VIII, 6,2) ci parla di un suo sacrario, Sisypheion, sull'Acorinto; Pausania (II, 2, 2) ci dice della sua tomba sull'Istmo.

Il mito di Sisifo. Saggio sull'assurdo (Le mythe de Sisyphe. Essai sur l'absurde) è un saggio pubblicato da Albert Camus nel 1942 presso Gallimard (Parigi), quando non aveva ancora trent'anni, in nuova edizione con aggiunta del saggio su Kafka nel 1948 e con nuovo confronto critico rispetto al manoscritto nel 1957. In italiano è stato pubblicato per la prima volta nel 1947 dall'Editore Bompiani.

## Contenuto
(Albert Camus, Il mito di Sisifo in Opere. Milano, Bompiani, 2003, pp. 318-9)
In questa opera Camus negando qualsivoglia valore a un significato trascendente alla vita e al mondo, riconosce come assurda l'esistenza: senza un significato l'esistenza è irrazionale ed estranea a noi stessi. Resta dunque il suicidio, ma quello "fisico" non risolve il problema del senso; mentre quello spirituale (Kierkegaard con la "speranza" in Dio, e Husserl con la ragione portata oltre i limiti della propria finitudine) svia dal vero problema. La soluzione per Camus è la "sopportazione" della propria presenza nel mondo, "sopportazione" che consente la libertà; e la "protesta/ribellione" nei confronti dell'assurdità dell'esistenza, quindi contro il "destino", consegna alla vita il suo valore effettivo. Camus non cerca quindi più Dio o l'Assoluto, il suo obiettivo diviene "l'intensità della vita". Per Camus Sisifo è quindi felice perché nella sua condanna diviene consapevole dei propri limiti e quindi assume su di sé il proprio destino.
È quindi una presa di coscienza del sentimento dell'assurdo, attraverso alcune figure chiave della filosofia (anche se l'autore ci tiene a dire subito che non si considera un filosofo) e della letteratura. Il libro cita Šestov, Jaspers, Heidegger e Kierkegaard (nomi in fondo non molto conosciuti all'epoca in Francia), e guarda a certi personaggi simbolo come l'attore, Don Giovanni, il conquistatore, Aleksej Nilič Kirillov (un personaggio nichilista del romanzo I demoni di Dostoevskij) e Kafka (soprattutto per Il castello e Il processo): "tipi estremi", come dice lui stesso che gli danno modo di affrontare il tema centrale che è appunto l'assurdità della condizione umana.
Egli considera i grandi romanzi (nominando Balzac, Sade, Melville, Stendhal, Proust, Malraux) e il grande teatro (nominando Shakespeare e Molière) come opere di filosofia e cerca di dimostrare che l'unico problema veramente serio sia il suicidio, atto di confronto tra "richiamo umano" e "irragionevole silenzio del mondo", quindi quello della libertà (la temibile innocenza del "tutto è possibile") e della scelta. La parte dedicata al mito di Sisifo, condannato a spingere un pesante masso per l'eternità, offre un'ulteriore riflessione, quella della felicità, poiché come Camus disse in Nozze "non c'è amore del vivere senza disperazione di vivere". Il saggio è dedicato a Pascal Pia (1903-79) e porta in epigrafe una frase di Pindaro: "O anima mia, non aspirare alla vita immortale, ma esaurisci il campo del possibile" (Pitiche III).